# 張應昌
張應昌（？—1608年），字時盈，號泰宇，山西平陽府解州人，明朝政治人物。

## 生平
萬曆二十五年（1597年）丁酉科舉人，二十六年（1598年）戊戌科進士，户部觀政，二十七年官通许县知县，爱民敬士，建书院两廊并井亭、大门，三十年以卓异纪录，后为人摭事，三十二年考察降用，左遷涿州判官，尋升中牟令，及卒，两邑士民哀泣遍道路。